# Sadyr Žaparov
Sadyr Žaparov (kyrgyzsky Садыр Жапаров; * 6. prosince 1968) je kyrgyzstánský politik, bývalý předseda vlády a od ledna 2021 prezident Kyrgyzstánu.

## Mládí a vzdělání
Sadyr Žaparov se narodil ve vesnici Keng-Suu vesnici v Tjupském rajóně Issykkulské oblasti na území Kyrgyzské sovětské socialistické republiky Sovětského svazu, dnes samostatný Kyrgyzstán. Po ukončení středoškolského studia v roce 1986 nastoupil na Kyrgyzskou národní akademii tělesné kultury a sportu. V roce 1987 byl povolán do sovětské armády, kde působil dva roky v Novosibirsku jako velitel u telekomunikací. V letech 1989 až 1991 pokračoval Žaparov ve vzdělávání na akademii. V roce 2006 Žaparov ukončil studia právnické fakulty na Kyrgyzsko-ruské slovanské univerzitě.

## Osobní život
Žaparov je ženatý a má čtyři děti.

## Ocenění
- Medaile regionální správy Issyk-Kul (2009) za příspěvek k sociálně-ekonomickému rozvoji Issyk-Kulu
- Medaile Российский Союз ветеранов Афганистана (Ruský svaz veteránů Afghánistánu) (2010)